# Rayhana bint Zayd
Rayhana bint Zayd (Arabiska: ريحانة بنت زيد) död 631, var en av den muslimska profeten Muhammads slavkonkubiner. 
Hon var medlem av Banu Nadir-stammen av födsel, och blev medlem av den judiska stammen Banu Qurayza genom giftermål. 
År 627 besegrades Banu Qurayza av Muhammads muslimska arméer. Alla krigare blev då dödade, medan kvinnorna och barnen togs som slavar. Rayhana bint Zayd blev då en av Muhammads personliga slavar. 
Enligt traditionen föreslog Muhammed upprepade gånger att de skulle gifta sig, men giftermålet ägde inte rum eftersom hon länge vägrade övergå till islam. Liksom i fallet Maria al-Qibtiyya, har det debatterat huruvida Rayhana bint Zayd var en av Muhammads hustrur eller bara en av hans slavkonkubiner. 
Abu ‘Ubaydah sade om Muhammed:
"Han hade fyra [konkubiner]: Mariyah, som var mor till hans son Ibraaheem; Rayhaanah; ytterligare en vacker slavkvinna som han anskaffade som krigsfånge; och en slavkvinna som gavs till honom av Zaynab bint Jahsh.""